# Ali Gagarin
Haydar Hassan Haj Al-Sidig znany jako Ali Gagarin (ur. 1 kwietnia 1949 w Omdurmanie, zm. 12 lutego 2025 w Kairze) – sudański piłkarz grający na pozycji napastnika. W swojej karierze rozegrał 33 mecze i strzelił 12 goli w reprezentacji Sudanu.

## Kariera klubowa
Swoją karierę piłkarską Gagarin rozpoczął w klubie Al-Hilal Omdurman. Zadebiutował w nim w 1966 roku i grał w nim do 1975 roku. W sezonach 1966, 1969 i 1973 wywalczył trzy mistrzostwa Sudanu. W latach 1975–1976 grał w saudyjskim Al-Nassr. W latach 1976–1978 znów grał w Al-Hilal. W 1977 roku zdobył z nim Puchar Sudanu. W 1978 roku występował w iworyjskim Stade d’Abidjan, a w latach 1979-1980 ponownie w Al-Hilal, w którym zakończył karierę.

## Kariera reprezentacyjna
W reprezentacji Sudanu Gagarin zadebiutował w 1966 roku. W 1970 roku powołano go do kadry na Puchar Narodów Afryki 1970. Zagrał w nim w dwóch meczach grupowych: z Etiopią (3:0), w którym strzelił gola i z Wybrzeżem Kości Słoniowej (0:1). Z Sudanem wywalczył mistrzostwo Afryki.
W 1976 roku Gagarin został powołany do kadry na Puchar Narodów Afryki 1976. Wystąpił na nim w trzech meczach grupowych: z Marokiem (2:2), w którym strzelił dwa gole, z Nigerią (0:1) i z Zairem (1:1), w którym strzelił gola. W kadrze narodowej grał do 1977 roku.